# 小行星132661
小行星132661（132661 Carlbaeker）是一颗绕太阳运转的小行星，为主小行星带小行星。该小行星于2002年6月20日发现。
該小行星以德國鐘錶製造商和業餘天文學家卡爾·威廉·貝克（Carl Wilhelm Baeker）命名。

## 轨道参数
小行星132661的轨道半长轴为378 327 748 km，2.5289288 UA，离心率为0.174。